# بوب هولاند
بوب هولاند (19 أكتوبر 1946 في أستراليا - 17 سبتمبر 2017 في أستراليا) (بالإنجليزية: Bob Holland)‏ هو لاعب كريكت أسترالي ونيوزلندي في مركز Leg spin ‏. شارك مع منتخب أستراليا الوطني للكريكت. أما مع النوادي، فقد لعب مع فريق جنوب ويلز الجديد للكريكت ‏ وWellington cricket team ‏.

## وصلات خارجية
- بوب هولاند على موقع إي آس بي آن كريك إنفو (الإنجليزية)